# Тульский район (Тульская область)
Тульский район — административно-территориальная единица в составе Тульской губернии, Московской и Тульской областей РСФСР, существовавшая в 1924—1957 годах. Административный центр — Тула.
Тульский район был образован в 1924 году в составе Тульского уезда Тульской губернии. 8 сентября того же года Тульский район был объединён с Басовским районом в Тульско-Басовский район.
В 1926 году Тульский уезд был упразднён и район перешёл в прямое подчинение Тульской губернии.
12 июля 1929 года район вошёл в Тульский округ Московской области, при этом он был переименован Тульский. К началу 1930 года в состав район входили рабочий посёлок Косая Гора и сельсоветы Алексеевский, Алешинский, Архангельский, Барсуковский, Беломутовский, Берниковский, Больше-Еловский, Бушевский, Варфоломеевский, Волотинский, Волынцевский, Горельский, Горюшинский, Гремячевский, Дягилевский, Елькинский, Жировский, Зайцевский, Казановский, Кишкинский, Коптевский, Криволученский, Кутеповский, Луковицкий, Лутовиновский, Малевский, Масловский, Медведенский, Мерлиновский, Михалковский, Некрасовский, Новобасовский, Новоселковский, Обидимский, Петелинский, Поповкинский, Присадский, Ревякинский, Рождественский, Рудневский, Садковский, Севрюковский, Синетулицкий, Скуратовский, Слободский, Татьевский, Торховский, Труфановский, Хрущевский, Частинский, Чириковский, Якволевский и Ямно-Селезневский.
После ликвидации округов в 1930 году район перешёл в прямое подчинение Московской области.
30 июня 1931 года из Щёкинского района в Тульский были переданы Должанский, Панинский, Плехановский, Подосиновский и Смирновский с/с, а из Оболенского района — Алешковский, Белолипецкий, Гамовский, Грецовский, Дедиловский, Демьяновский, Дубковский и Киреевский с/с.
20 сентября 1932 года в новый Дедиловский район были переданы Дедиловский, Должанский, Киреевский, Панинский, Плехановский, Подосиновский и Смирновский с/с.
7 января 1934 года был образован р.п. Новотульский.
26 сентября 1937 года Тульский район был отнесён к Тульской области.
21 августа 1939 года из части Тульского района был образован Ленинский район.
15 февраля 1944 года из части Тульского района был образован Косогорский район.
13 декабря 1957 года Тульский район был упразднён, а его территория разделена между Болоховским и Лаптевским районами.